# Miltochrista calamina
Miltochrista calamina là một loài bướm đêm thuộc phân họ Arctiinae, họ Erebidae.